# Tom i Jerry (film 2021)
Tom i Jerry (ang. Tom & Jerry) – amerykański film przygodowy wytwórni Warner Bros. Pictures z 2021 roku w reżyserii Tima Story’ego. Jest on oparty na serialu o tym samym tytule stworzonym przez Williama Hannę i Josepha Barberę. Film łączy technikę animacji komputerowej z grą prawdziwych aktorów.
Premiera filmu odbyła się w Stanach Zjednoczonych 26 lutego 2021 w usłudze VOD HBO Max. Pięć miesięcy później, 11 czerwca, obraz trafił do kin na terenie Polski.

## Opis fabuły
Akcja filmu rozgrywa się na Manhattanie w Nowym Jorku. Tom dorabia udając niewidomego pianistę, natomiast jego rywal Jerry w poszukiwaniu nowego mieszkania. Drogi się krzyżują  i rozpoczyna się gonitwa, która prowadzi do ekskluzywnego nowojorskiego hotelu. Tymczasem młoda dziewczyna Kayla (Chloë Grace Moretz) postanawia zatrudnić się w hotelu Royal Gate jako pracownica. Dziewczyna przedstawia skradzione CV jako własne i zostaje zatrudniona do pomocy w zorganizowaniu wielkiego wesela pary zakochanych – Preety i jej narzeczonego Bena. Kiedy obecność Jerry’ego w hotelu zostaje ujawniona, zdesperowana Kayla wyznacza kota Toma, aby złapał mysz. Walka pomiędzy kotem a myszką, do której dochodzi, może zniszczyć jej karierę, ceremonię ślubu oraz hotel. Nie spodziewają się jednak, że w sprawę zostaje zamieszany pracownik Terence (Michael Peña).

## Obsada
| Rola        | Aktor              | Polski dubbing       |
| ----------- | ------------------ | -------------------- |
| Kayla       | Chloë Grace Moretz | Agata Harat          |
| Terence     | Michael Peña       | Antoni Pawlicki      |
| Ben         | Colin Jost         | Grzegorz Borowski    |
| Preeta      | Pallavi Sharda     | Aleksandra Radwan    |
| Pan Dubros  | Rob Delaney        | Krzysztof Czeczot    |
| Szef Jackie | Ken Jeong          | Waldemar Barwiński   |
| Cameron     | Jordan Bolger      | Otar Saralidze       |
| Joy         | Patsy Ferran       | Aleksandra Kowalicka |
| Butch       | Nicky Jam          | Mateusz Łasowski     |
| Spike       | Bobby Cannavale    | Jakub Wieczorek      |

## Odbiór

### Zysk
Film Tom i Jerry zarobił 46,5 miliona dolarów w Stanach Zjednoczonych i Kanadzie oraz 86 milionów dolarów w pozostałych państwach; łącznie 132,5 miliona dolarów.

### Krytyka
Film Tom i Jerry spotkał się z negatywną reakcją krytyków. W serwisie Rotten Tomatoes 30% ze stu dwudziestu dziewięciu recenzji filmu jest pozytywne (średnia ocen wyniosła 4,70 na 10). Na portalu Metacritic średnia ocen z 20 recenzji wyniosła 32 punkty na 100.